# Jennifer Lopez filmografi

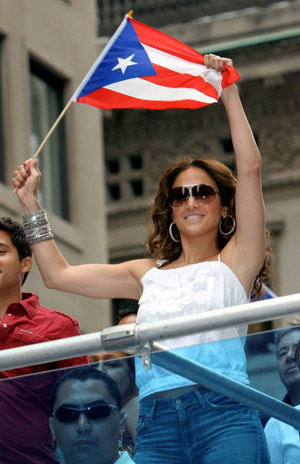
Lopez år 2009.

Den amerikanska skådespelaren Jennifer Lopez har medverkat i en mängd filmer och TV-serier. Med en lön på ca 15 miljoner dollar per film är hon en av de högst betalda kvinnliga skådespelarna i Hollywood och den högst betalda skådespelaren med latinamerikanskt påbrå. Lopez debuterade som skådespelare vid 16 års ålder i filmen My Little Girl (1986). Därefter fick hon sin första större roll som en "Fly Girl" i den amerikanska komediserien In Living Color. Efter att ha lämnat serien år 1993 medverkade hon som gästskådespelare i South Central, sågs i direkt till DVD-filmen Lost in the Wild (1993) och gestaltade rollen som Melinda Lopez i serien Den andra chansen (1993) och dess spinoff Hotel Malibu (1994). De två sistnämnda produktionerna sändes endast en kort tid på TV och mottog negativ kritik.
Hennes första stora filmroll kom med Money Train (1995), där hon skådespelade mot Wesley Snipes och Woody Harrelson. Filmen ledde till ytterligare roller i produktionerna Jack (1996) och Blood and Wine (1997). Lopez' första huvudroll kom med gestaltningen av Selena Quintanilla i filmen Selena år 1997. Filmen blev en kommersiell smash-hit och nämns ofta som hennes genombrott. Senare samma år spelade hon Terri Flores i rysaren Anaconda som blev en stor kommersiell framgång. År 1998 skådespelade hon tillsammans med George Clooney i kriminalaren Out of Sight. Filmen blev en av Lopez' mest populära och en kritikerrosad och kommersiell framgång.
Efter att ha startat en framgångsrik musikkarriär år 1999 återvände Lopez år 2000 i den psykologiska thrillern The Cell. År 2001 sågs hon i Bröllopsfixaren och Angel Eyes, vilka båda fick ett positivt bemötande av kritiker. Den parallella utgivningen av Bröllopsfixaren och hennes andra studioalbum J.Lo gjorde Lopez till den första personen i världshistorien med en film och ett musikalbum på toppen av försäljningslistorna under samma vecka. År 2002 skådespelade hon tillsammans med Ralph Fiennes i den romantiska komedin Kärleken checkar in. Under åren 2003 och 2004 hade hon roller i filmerna Gigli och Jersey Girl tillsammans med den dåvarande pojkvännen Ben Affleck. Filmrecensenter skrev dock negativt om båda filmerna och Gigli kom att klassas som en av de sämsta filmerna genom tiderna. Lopez' karriär lyckades att återhämta sig och hon medverkade i den kommersiella framgången Shall We Dance? tillsammans med Richard Gere. Följande år spelade hon mot Jane Fonda i den romantiska komedin Monster till svärmor. Fortsättningsvis hade hon roller i independentfilmerna En dag i livet (2005), Bordertown (2006) och El Cantante (2006). I den sistnämnda jobbade hon även som chefsproducent. År 2006 och 2007 fortsatte hon att jobba bakom kulisserna som producent i serierna South Beach och DanceLife samt  filmen Feel the Noise och miniserien Jennifer Lopez Presents: Como Ama una Mujer.
Efter födseln av sina tvillingar år 2008 gjorde Lopez ett uppehåll från karriären. Hon återvände år 2010 i ett avsnitt av How I Met Your Mother och filmen The Back-Up Plan. Under åren 2011 och 2012 var hon domare i den tionde och elfte säsongen av talangtävlingen American Idol. Hon tilldelades 12 miljoner dollar för den första säsongen och 20 miljoner för den andra. År 2012 debuterade hon ¡Q'Viva! The Chosen, en talangtävling - skapad av Simon Fuller - som följde Lopez, maken Marc Anthony och koreografen Jamie King när de reste runt i 21 latinamerikanska länder för att hitta en talang till en Las Vegas-show. Lopez skådespelade tillsammans med Cameron Diaz, Elizabeth Banks, Matthew Morrison och Dennis Quaid i filmen What to Expect When You're Expecting (2012). Filmen baserades på boken med samma namn och blev en måttlig framgång, då den mottog mestadels negativ kritik. Senare samma år lånade hon sin röst till karaktären Shira i den animerade filmen Ice Age: Continental Drift. År 2013 hade hon en av huvudrollerna i kriminalaren Parker som några recensenter tyckte påminde om Out of Sight.

## Filmer

### Som skådespelare
| Titel                      | År   | Roll                | Regissör(er)                        | Budget          | Box office      | Ref                  |
| Titel                      | År   | Roll                | Regissör(er)                        | USD$ (miljoner) | USD$ (miljoner) | Ref                  |
| -------------------------- | ---- | ------------------- | ----------------------------------- | --------------- | --------------- | -------------------- |
| My Little Girl             | 1986 | Myra                | Connie Kaiserman & David Saperstein | i.u.            | i.u.            | [ 20 ] [ 21 ]        |
| Lost in the Wild           | 1993 | Rosie Romero        | Larry Shaw                          | i.u.            | i.u.            | [ 22 ]               |
| My Family                  | 1995 | Young Maria         | Gregory Nava                        | i.u.            | i.u.            | [ 23 ] [ 24 ]        |
| Money Train                | 1995 | Grace Santiago      | Joseph Ruben                        | 68              | i.u.            | [ 25 ] [ 26 ] [ 27 ] |
| Jack                       | 1996 | Miss Marquez        | Francis Ford Coppola                | 45              | i.u.            | [ 28 ] [ 29 ]        |
| Blood and Wine             | 1997 | Gabriella           | Bob Rafelson                        | 26              | i.u.            | [ 30 ] [ 31 ] [ 32 ] |
| Selena                     | 1997 | Selena Quintanilla  | Gregory Nava                        | 20              | i.u.            | [ 33 ] [ 34 ] [ 35 ] |
| Anaconda                   | 1997 | Terri Flores        | Luis Llosa                          | 45              | 136.9           | [ 36 ] [ 37 ] [ 38 ] |
| U-turn                     | 1997 | Grace McKenna       | Oliver Stone                        | i.u.            | i.u.            | [ 39 ] [ 40 ]        |
| Out of Sight               | 1998 | Karen Sisco         | Steven Soderbergh                   | 48              | 77.7            | [ 41 ] [ 42 ] [ 43 ] |
| Antz                       | 1998 | Azteca (röst)       | Eric Darnell & Tim Johnson          | 105             | 171.8           | [ 44 ] [ 45 ]        |
| The Cell                   | 2000 | Catherine Deane     | Tarsem Singh                        | 33              | 104.2           | [ 46 ] [ 47 ]        |
| Bröllopsfixaren            | 2001 | Mary Fiore          | Adam Shankman                       | 35              | 94.7            | [ 48 ] [ 49 ]        |
| Angel Eyes                 | 2001 | Sharon Pogue        | Luis Mandoki                        | 53              | 29.7            | [ 50 ] [ 51 ]        |
| En kvinnas hämnd           | 2002 | Slim Hiller         | Michael Apted                       | 38              | 51.8            | [ 52 ] [ 53 ]        |
| Kärleken checkar in        | 2002 | Marisa Ventura      | Wayne Wang                          | 55              | 154.9           | [ 54 ] [ 55 ]        |
| Gigli                      | 2003 | Ricki               | Martin Brest                        | 54              | 7.3             | [ 56 ] [ 57 ]        |
| Jersey Girl                | 2004 | Gertrude            | Kevin Smith                         | 35              | 36.1            | [ 58 ] [ 59 ]        |
| Shall We Dance?            | 2004 | Paulina             | Peter Chelsom                       | 50              | 170.1           | [ 60 ] [ 61 ]        |
| Monster till svärmor       | 2005 | Charlotte Cantilini | Robert Luketic                      | 43              | 154.7           | [ 62 ] [ 63 ]        |
| En dag i livet             | 2005 | Jean Gilkyson       | Lasse Hallström                     | 30              | 18.6            | [ 64 ] [ 65 ]        |
| Bordertown                 | 2006 | Lauren Adrian       | Gregory Nava                        | i.u.            | 8.3             | [ 66 ] [ 67 ]        |
| El Cantante                | 2007 | Puchi               | Leon Ichaso                         | i.u.            | 7.9             | [ 68 ] [ 69 ]        |
| The Back-Up Plan           | 2010 | Zoe                 | Alan Poul                           | 35              | 77.5            | [ 70 ] [ 71 ]        |
| What to Expect             | 2012 | Holly               | Kirk Jones                          | 40              | 84.4            | [ 72 ] [ 73 ]        |
| Ice Age: Continental Drift | 2012 | Shira (röst)        | Michael Thurmeier & Steve Martino   | 95              | 875.3           | [ 74 ] [ 75 ] [ 76 ] |
| Parker                     | 2013 | Leslie Rogers       | Taylor Hackford                     | 35              | 46.3            | [ 77 ] [ 78 ] [ 79 ] |
| Home                       | 2014 | Lucy Tucci (röst)   | Tim Johnson                         | i.u.            | i.u.            | [ 80 ]               |
| The Boy Next Door          | 2015 | Claire Peterson     | Rob Cohen                           | 3               | i.u.            | [ 81 ]               |
| Lila & Eve                 | 2015 | Eve Rafael          | Charles Stone III                   | i.u.            | i.u.            | [ 82 ]               |

### Som sig själv
| Titel                 | År   | Roll                  | Regissör(er)               | Budget          | Box office      | Ref                  |
| Titel                 | År   | Roll                  | Regissör(er)               | USD$ (miljoner) | USD$ (miljoner) | Ref                  |
| --------------------- | ---- | --------------------- | -------------------------- | --------------- | --------------- | -------------------- |
| Manufacturing Dissent | 2007 | Som sig själv (cameo) | Rick Caine & Debbie Melnyk | i.u.            | i.u.            | [ 83 ] [ 84 ]        |
| Feel the Noise        | 2007 | Som sig själv (cameo) | Alejandro Chomski          | i.u.            | 6.5             | [ 85 ] [ 86 ] [ 87 ] |
| Sellebrity            | 2013 | Som sig själv         | Run Rampant                | i.u.            | i.u.            | [ 88 ]               |

### Som regissör/producent
| Titel          | År   | Roll          | Regissör(er)      | Budget          | Box office      | Ref           |
| Titel          | År   | Roll          | Regissör(er)      | USD$ (miljoner) | USD$ (miljoner) | Ref           |
| -------------- | ---- | ------------- | ----------------- | --------------- | --------------- | ------------- |
| El Cantante    | 2007 | Filmproducent | Leon Ichaso       | i.u.            | 7.9             | [ 68 ] [ 69 ] |
| Feel the Noise | 2007 | Filmproducent | Alejandro Chomski | i.u.            | 6.5             | [ 85 ] [ 87 ] |

## TV

### Som skådespelare
| Titel                 | År      | Roll          | Skapare                               | Avsnitt                                                                                     | Ref                  |
| --------------------- | ------- | ------------- | ------------------------------------- | ------------------------------------------------------------------------------------------- | -------------------- |
| In Living Color       | 1991–93 | Fly Girl      | Keenen Ivory Wayans                   | Okänt antal avsnitt                                                                         | [ 89 ]               |
| Den andra chansen     | 1993    | Melinda Lopez | Lynn Marie Latham & Bernard Lechowick | 6 avsnitt                                                                                   | [ 3 ] [ 90 ]         |
| South Central         | 1994    | Lucille       | Ralph Farquhar & Michael Weithorn     | "Pilot" (säsong 1, avsnitt 1) "Money" (säsong 1, avsnitt 2) "Co-op" (säsong 1, avsnitt 4)   | [ 91 ]               |
| Hotel Malibu          | 1994    | Melinda Lopez | Lynn Marie Latham & Bernard Lechowick | 6 avsnitt                                                                                   | [ 92 ] [ 93 ]        |
| Will & Grace          | 2004    | Som sig själv | David Kohan & Max Mutchnick           | "I Do, Oh, No, You Di-in't" (säsong 6, avsnitt 23) "FYI: I Hurt, Too" (säsong 7, avsnitt 1) | [ 94 ] [ 95 ] [ 96 ] |
| How I Met Your Mother | 2010    | Anita Appleby | Carter Bays & Craig Thomas            | "Of Course" (säsong 5, avsnitt 17)                                                          | [ 97 ]               |
| Shades of Blue        | 2015    | Harlee McCord | i.u.                                  | 13 avsnitt                                                                                  | [ 98 ]               |

### Som sig själv
| Titel              | År                   | Roll       | Skapare      | Avsnitt                            | Ref     |
| ------------------ | -------------------- | ---------- | ------------ | ---------------------------------- | ------- |
| American Idol      | 2011–12, 2014–framåt | Jurymedlem | Simon Fuller | Säsong 10, säsong 11 och säsong 13 | [ 99 ]  |
| Q'Viva! The Chosen | 2012                 |            | Simon Fuller | Alla avsnitt                       | [ 100 ] |

### Som regissör/producent
| Titel                                       | År          | Roll                    | Skapare                                                | Ref             |
| ------------------------------------------- | ----------- | ----------------------- | ------------------------------------------------------ | --------------- |
| South Beach                                 | 2006        | Chefsproducent          | Matt Cirulnick                                         | [ 101 ] [ 102 ] |
| DanceLife                                   | 2007        | Chefsproducent, skapare | Jennifer Lopez, Maurissa Tancharoen & Kevin Tancharoen | [ 103 ]         |
| Jennifer Lopez Presents: Como Ama una Mujer | 2007        | Chefsproducent, skapare | Jennifer Lopez                                         | [ 104 ]         |
| South Beach Tow                             | 2011–framåt | Chefsproducent          |                                                        | [ 105 ]         |
| Q'Viva! The Chosen                          | 2012        | Chefsproducent          | Simon Fuller                                           | [ 100 ]         |
| The Fosters                                 | 2013–framåt | Chefsproducent          | Bradley Bredeweg & Peter Paige                         | [ 106 ]         |
| Shades of Blue                              | 2015        | Chefsproducent          | i.u.                                                   | [ 98 ]          |

## Kortfilmer
| Titel                                | År   | Roll         | Regissör(er)                      | Ref     |
| ------------------------------------ | ---- | ------------ | --------------------------------- | ------- |
| Scrat's Continental Crack-Up: Part 2 | 2011 | Shira (röst) | Michael Thurmeier & Steve Martino | [ 107 ] |

## Videospel
| Titel                                     | År   | Roll         | Utvecklare            | Utgivare   | Ref     |
| ----------------------------------------- | ---- | ------------ | --------------------- | ---------- | ------- |
| Ice Age: Continental Drift – Arctic Games | 2012 | Shira (röst) | Behaviour Interactive | Activision | [ 108 ] |